# Teorema de Banach-Schauder
Em matemática, o teorema de Banach-Schauder é também conhecido como teorema do mapeamento aberto, ou teorema da aplicação aberta e constitui um dos principais resultados da análise funcional. O teorema recebe o nome em honra aos matemáticos Stefan Banach e Juliusz Schauder.

## Enunciado
Seja {\displaystyle \Lambda :X\to Y\,} um operador linear limitado entre um F-espaço {\displaystyle X\,} e um espaço linear topológico {\displaystyle Y\,}. Se a imagem {\displaystyle \Lambda (X)\,} é um conjunto de segunda categoria em {\displaystyle Y\,} então:
- {\displaystyle \Lambda (X)\,}
- {\displaystyle \Lambda \,} é uma aplicação aberta
- {\displaystyle Y\,} é um F-espaço.

## Versão em espaços de Banach
- Se {\displaystyle \Lambda :X\to Y\,} um operador linear limitado sobrejetivo entre dois espaços de Banach então {\displaystyle \Lambda \,} é aberto;
- Se, além disto, for injetivo, então {\displaystyle \Lambda ^{-1}:Y\to X\,} é contínuo.

### Outro possível enunciado
Sejam {\displaystyle E} e {\displaystyle F} espaços de Banach e {\displaystyle T:E\rightarrow F} linear, limitada e sobrejetora. Então {\displaystyle T} é uma aplicação aberta. 

#### Esboço da demosntração
Esta será obtida após a prova dos três seguintes passos:
- {\displaystyle \exists \delta >0} tal que {\displaystyle B(0,\delta )\subseteq {\overline {T[B(0,1)]}}};
- {\displaystyle \exists \delta >0} tal que {\displaystyle B(0,\delta )\subseteq T[B(0,1)]};
- T é aberta

## Outras consequências do Teorema de Baire
Este teorema é uma das consequências do teorema de Baire. 
Outros resultados que são consequências do mesmo:
- Princípio da Limitação Uniforme;
- Teorema do Gráfico Fechado.